# Lien Chen-Ling
Lien Chen-Ling (31 de enero de 1988) es una deportista taiwanesa que compite en judo.
Ganó tres medallas en los Juegos Asiáticos entre los años 2010 y 2022, y seis medallas en el Campeonato Asiático de Judo entre los años 2011 y 2022.

## Palmarés internacional
| Juegos Asiáticos    | Juegos Asiáticos       | Juegos Asiáticos  | Juegos Asiáticos |
| Año                 | Lugar                  | Medalla           | Categoría        |
| ------------------- | ---------------------- | ----------------- | ---------------- |
| 2010                | Cantón (China)         | Medalla de bronce | –57 kg           |
| 2018                | Yakarta (Indonesia)    | Medalla de bronce | –57 kg           |
| 2022                | Hangzhou (China)       | Medalla de bronce | –57 kg           |
| Campeonato Asiático |                        |                   |                  |
| Año                 | Lugar                  | Medalla           | Categoría        |
| 2011                | Abu Dabi (EAU)         | Medalla de bronce | –57 kg           |
| 2012                | Taskent (Uzbekistán)   | Medalla de plata  | –57 kg           |
| 2015                | Kuwait (Kuwait)        | Medalla de plata  | –57 kg           |
| 2016                | Taskent (Uzbekistán)   | Medalla de bronce | –57 kg           |
| 2017                | Hong Kong (China)      | Medalla de bronce | –57 kg           |
| 2022                | Nursultán (Kazajistán) | Medalla de bronce | –57 kg           |